# Заваруевский переулок
Завару́евский переу́лок — переулок в Восточном административном округе, на территории района Преображенское, Москва.

## История
Название было перенесено с ныне упразднённого Заваруевского переулка, ранее проходившего между Жидковым переулком и 11-й Черкизовской улицей и названного в XIX веке по фамилии домовладельца, — на вновь образованный проезд.

## Расположение
Расположен между ул. Преображенский Вал и Проектируемым проездом № 951, — который был бы продолжением Заваруевского переулка, но отделён от него угодьями некоего хозяйствующего субъекта; в прошлом — это были склады завода Маяк, ныне же — охраняемая территория неустановленной[кем?] принадлежности.

### Перспективы
Существуют планы продления Заваруевского переулка до Проектируемого проезда № 951.
…у жителей появится въезд в район, позволяющий миновать Б.Черкизовскую улицу.

## Здания и сооружения

### Слева
- Площадка отстоя 10-го автобусного парка (филиал ГУП «Мосгортранс», Москва)[3].
- Владение 32 — автосервис, автотехцентр[4].
- Владение 32, строение 1 — ЗАО ПЗП «Первомайское» Сортировочный участок[5]
- Владение 32, строение 4 — нежилое здание[6].

### Справа
- Снегоплавилка
- Владение 32 — Автостоянка «Монолит» Региональной общественной организации «Московский городской союз автомобилистов» — отделение ВАО[7].

## Транспорт

### Наземный транспорт
Наземный общественный транспорт по этой улице не ходит; переулок доступен пешим порядком от остановки «Улица Преображенский Вал» (от Преображенской площади) или «Улица Измайловский Вал» (от метро Семёновская), где останавливаются трамвайные маршруты 2, 11, 36 и 46.

### Ближайшие станции метро
- Станция метро «Семёновская»;
- Станция метро «Преображенская площадь».